# Jazz funeral

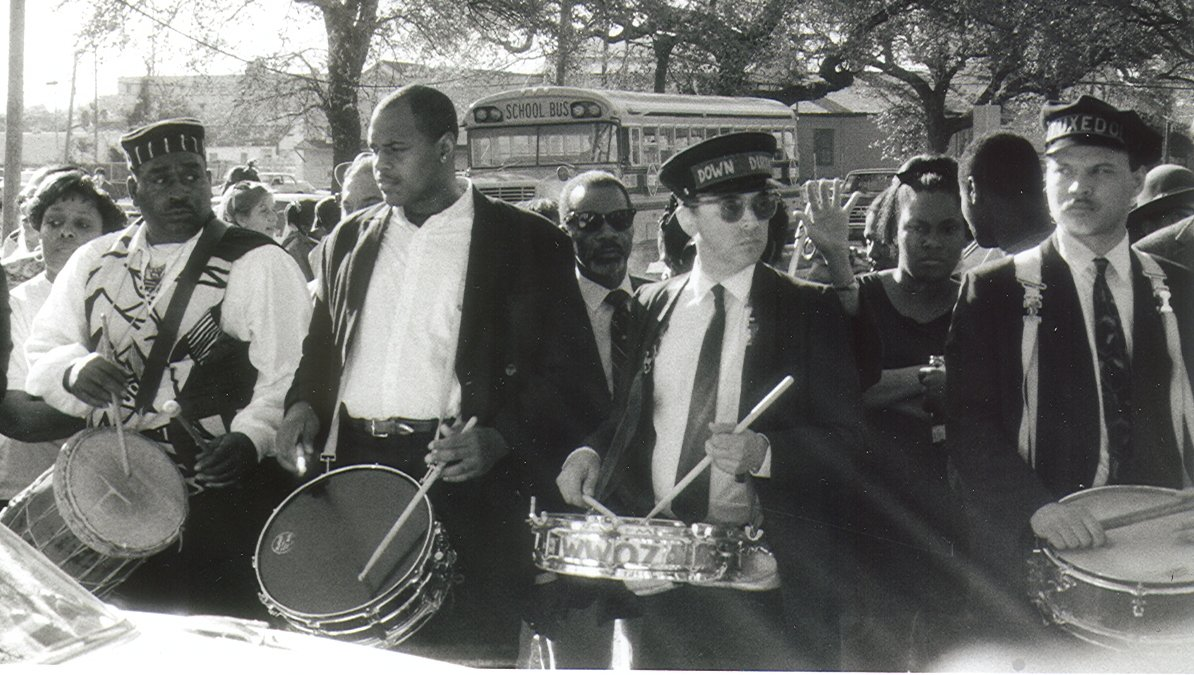
Joueurs de tambour aux funérailles de la légende du jazz Danny Barker.

Jazz funeral est un nom commun utilisé pour désigner une tradition funéraire musicale qui s'est développée à La Nouvelle-Orléans en Louisiane.
Le terme « jazz funeral » était utilisé depuis longtemps par des observateurs de différents endroits, mais il était généralement considéré comme inapproprié par la plupart des musiciens et des praticiens de la tradition à La Nouvelle-Orléans. Ceux-ci préfèrent le terme funeral with music (funérailles avec musique) : alors que le jazz est une partie de la musique jouée, ce n'était pas l'attention première de la cérémonie.
La tradition vient de pratiques spirituelles africaines, de traditions de musiques militaires françaises et espagnoles, et d'influences culturelles afro-américaines uniques.
Les morceaux typiques joués lors des jazz funerals sont lents et sobres : Nearer My God to Thee et les gospels comme Just a Closer Walk with Thee, When the Saints Go Marching In ou Didn't He Ramble.

## Source
- (en) Cet article est partiellement ou en totalité issu de l’article de Wikipédia en anglais intitulé « Jazz funeral » (voir la liste des auteurs).